# Dầm

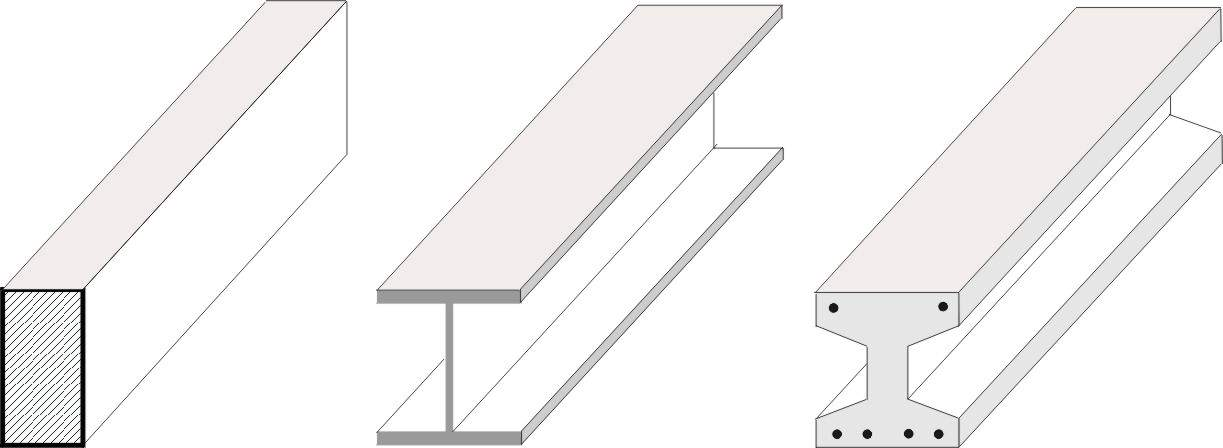
Dầm Gỗ - thép - beton thép

Trong kỹ thuật xây dựng, dầm là một chùm kết cấu đỡ được sử dụng trong công trình làm giá đỡ ngang chính cho các cấu trúc hỗ trợ các dầm nhỏ hơn .
Các dầm thường có tiết diện dầm chữ I gồm hai mặt bích chịu tải được ngăn cách bởi một mạng ổn định, nhưng cũng có thể có hình dạng hộp, hình chữ Z hoặc các dạng khác.
Các dầm thường được sử dụng trong xây dựng cầu.
Dầm thép nhỏ được cuộn thành hình. Dầm lớn hơn (sâu 1 m hay 3 feet trở lên) được chế tạo như dầm bản, hàn hoặc bắt vít với nhau từ các miếng thép tấm riêng biệt .